# Jerzy Skolimowski (veslač)
Jerzy Walerian Skolimowski, poljski veslač, * 9. december 1907, Łuków, † 12. februar 1985, London.
Skolimowski je kot krmar za Poljsko nastopil na Poletnih olimpijskih igrah 1928 v Amsterdamu, Poletnih olimpijskih igrah 1932 v Los Angelesu in na Poletnih olimpijskih igrah 1936 v Berlinu.
V Amsterdamu je krmaril poljski osmerec, ki je osvojil končno četrto mesto po tem, ko je bil izločen v četrtfinalu. V Los Angelesu je krmaril v dvojcu s krmarjem in v četvercu s krmarjem. V dvojcu je osvojil srebrno, v četvercu pa bronasto medaljo.
V Berlinu je bil dvojec s krmarjem, v katerem je krmaril Skolimowski izločen v repasažu.
Med drugo svetovno vojno se je v poljski armadi boril med nemško invazijo na Poljsko. Umrl je v Londonu v Združenem kraljestvu, pokopan pa je na pokopališču Powązki v Varšavi.